# Euphorbia nyikae
Euphorbia nyikae es una especie fanerógama perteneciente a la familia de las euforbiáceas. Es endémica de Yemen.

## Descripción
Es un árbol que alcanza un tamaño  de 7 m de altura, con ramas persisten desde el nivel del suelo hacia arriba, o hasta 15 (-20) m, con el tronco desnudo debajo; tronco de 30 (-50) cm de diámetro, marcado por hileras verticales de 4-6 espinas  y cicatrices resultante de verticilos de ramas caídas.

## Ecología
Se encuentra en los suelos arenosos en bosques densos o abiertos caducifolios, en los acantilados y las dunas de arena a lo largo de la orilla del mar; a una altitud de 2-700 m s. n. m..

## Taxonomía
Euphorbia nyikae fue descrita por Pax ex Engl. y publicado en Die Pflanzenwelt Ost-Afrikas C: 242. 1895.
Etimología
Euphorbia: nombre genérico que deriva del médico griego del rey Juba II de Mauritania (52 a 50 a. C.-23), Euphorbus, en su honor —o en alusión a su gran vientre—  ya que usaba médicamente Euphorbia resinifera. En 1753 Carlos Linneo asignó el nombre a todo el género.
nyikae: epíteto
Variedad
- Euphorbia nyikae var. neovolkensii (Pax) S.Carter

Sinonimia
- Euphorbia crispata Lem.
- Euphorbia fimbriata Boiss.
- Euphorbia lemaireana Boiss.
- Euphorbia neovolkensii Pax
- Euphorbia volkensii Werth[5]